# Hudson Taylor
Pour les articles homonymes, voir Taylor.

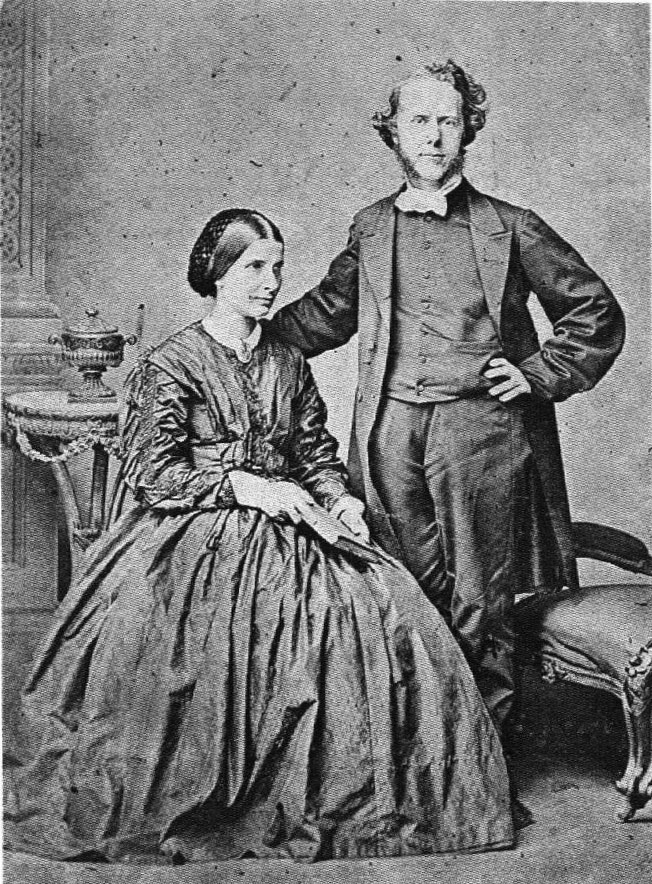
Hudson & Maria Taylor en 1865

James Hudson Taylor 戴德生 (21 mai 1832 – 3 juin 1905) est un missionnaire protestant anglais, qui a fondé la Mission à l'Intérieur de la Chine (MIC, en anglais CIM pour China Inland Mission), renommée ultérieurement Overseas Missionary Fellowship (OMF), et affiliée aux Frères moraves. Hudson Taylor a travaillé 51 ans en Chine où il se fait connaître par son respect de la culture chinoise, portant des habits chinois, ce qui est rare à cette époque parmi les missionnaires. Il prêche en plusieurs variétés de langues chinoises dont le Mandarin, le Teochew et le Wu, ces deux derniers étant des dialectes parlés à Shanghai et Ningbo. Connaissant bien le dialecte de Ningbo, il traduit le Nouveau Testament dans celui-ci.
L'impact de la China Inland Mission est majeur dans l'évangélisation de la Chine : elle fait venir en Chine plus de 800 missionnaires, qui y fondent 125 écoles, créé 300 stations d'évangélisation dans les dix-huit provinces de la Chine avec plus de 500 travailleurs locaux, et converti au christianisme quelque 18 000 personnes. Sous la direction d'Hudson Taylor, la MIC est interconfessionnelle. Il y a parmi eux des femmes célibataires, des personnes issues de la classe ouvrière et de différentes nationalités. Les campagnes de la MIC contre le commerce de l’opium font reconnaître Hudson Taylor comme l'un des Européens les plus importants pour la Chine du XIXe siècle. 
Ses talents d'évangéliste et d'organisateur font considérer Hudson Taylor comme une personnalité de tout premier plan dans l'histoire des missions chrétiennes.

## Biographie

### Jeunesse et début de carrière

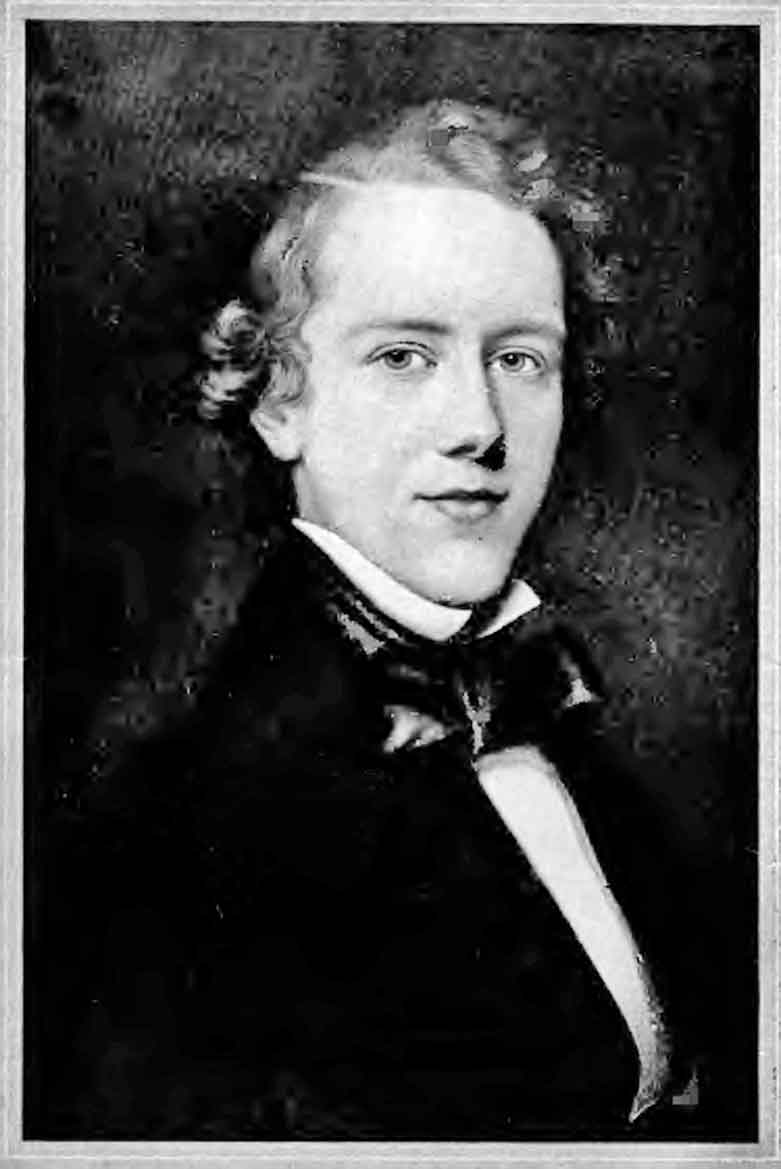
Hudson Taylor à l'âge de 21 ans

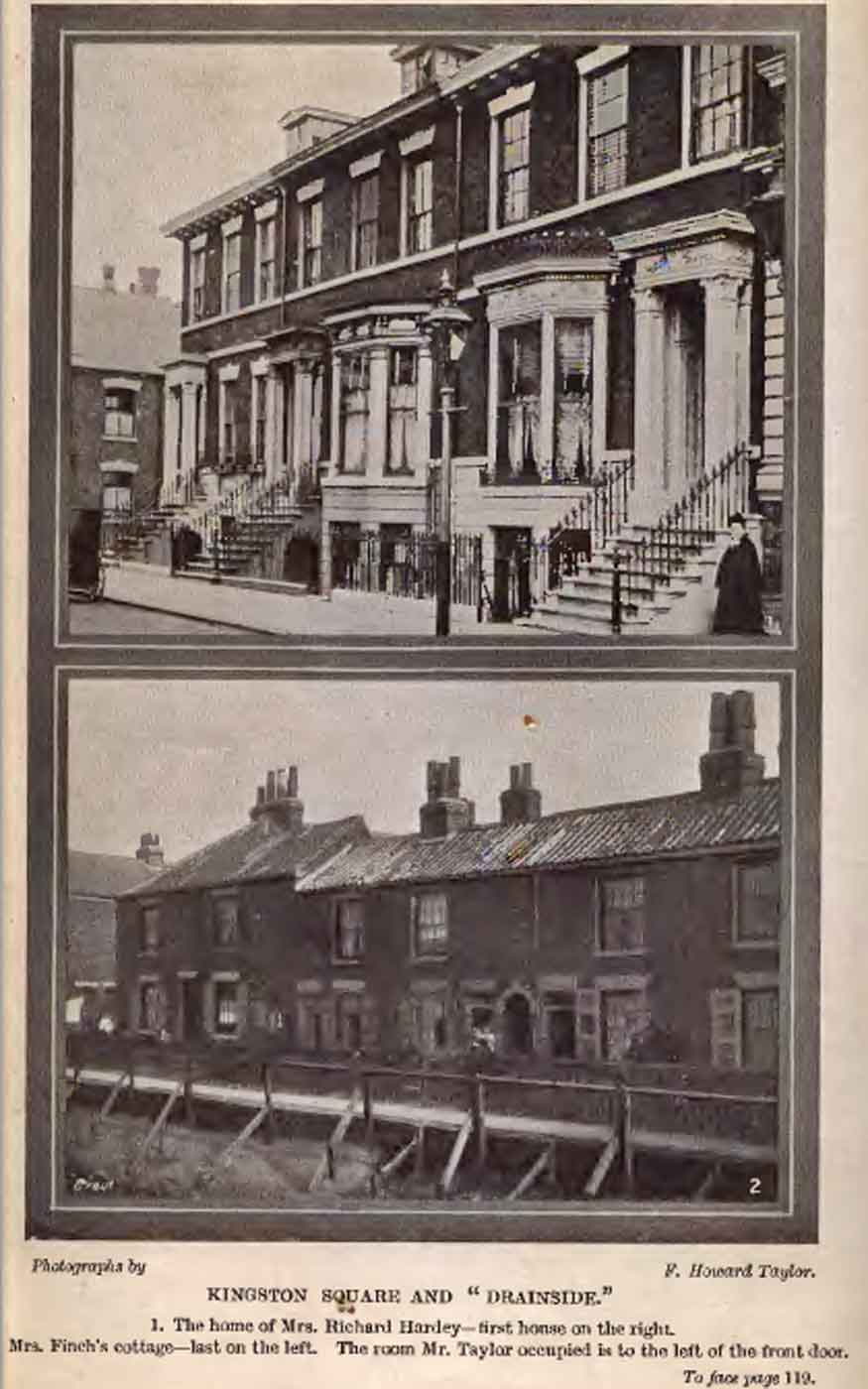
Hudson Taylor travailla à la résidence du Dr Hardey à Kingston upon Hull et vécut dans la pauvreté de Drainside.

Hudson Taylor est né à Barnsley, Yorkshire en Angleterre. Son père, James Taylor, est pharmacien et prédicateur méthodiste laïc. Sa mère se prénomme Amelia. Pendant son adolescence, il s’éloigne des croyances de ses parents jusqu’à l’âge de dix-sept ans où il expérimente une nouvelle naissance après avoir lu un pamphlet évangélique et professe sa foi en Jésus Christ . En décembre 1849, il ressent un appel missionnaire pour la Chine .
C’est à cette époque qu'il entre en contact avec le Dr Edward Cronin de Kensington, un des membres de la première équipe de missionnaires envoyée à Bagdad par l’Assemblée de Frères. Taylor aurait apparemment fondé les principes de la MIC sur le modèle de mission basée sur la foi (faith mission en anglais) en entrant en contact avec une Assemblée de Frères.
Taylor réussit à se procurer une copie du livre « China : Its State and Prospects » de Walter Henry Medhurst qu'il lit rapidement. Il commence aussi au même moment à étudier le mandarin, grec, hébreu et latin.
En 1851, il déménage dans un quartier pauvre de Kingston upon Hull pour devenir l’assistant médical du Docteur Willam Hardey. C’est là qu’il commence à se préparer à une vie de foi en se fondant sur le fait que Dieu pourvoirait à tous ses besoins et à une vie de service en travaillant auprès des démunis. Il distribue entre autres des pamphlets parlant de l’Évangile et faisait de l’évangélisation dans la rue (open air preaching (en) en anglais) auprès des pauvres. Il est baptisé par Andrew John Jukes (en) qui est très connu à Kingston upon Hull comme enseignant d’une Assemblée de Frères.
En 1852, il commence des études en médecine au « Royal London Hospital » dans le quartier de Whitechapel à Londres comme préparation pour son travail en Chine. À cette époque, la « Chinese Evangelisation Society » est fondée. En effet, l’Angleterre a un intérêt grandissant pour la Chine à cette époque en raison de la guerre civile faussement considérée comme un mouvement de masse vers le Christianisme et aussi, à cause des rapports enjolivés de Karl Gützlaff à propos de l’accessibilité de la Chine. Hudson Taylor s’est offert en tant que leur premier missionnaire.

### Première visite en Chine

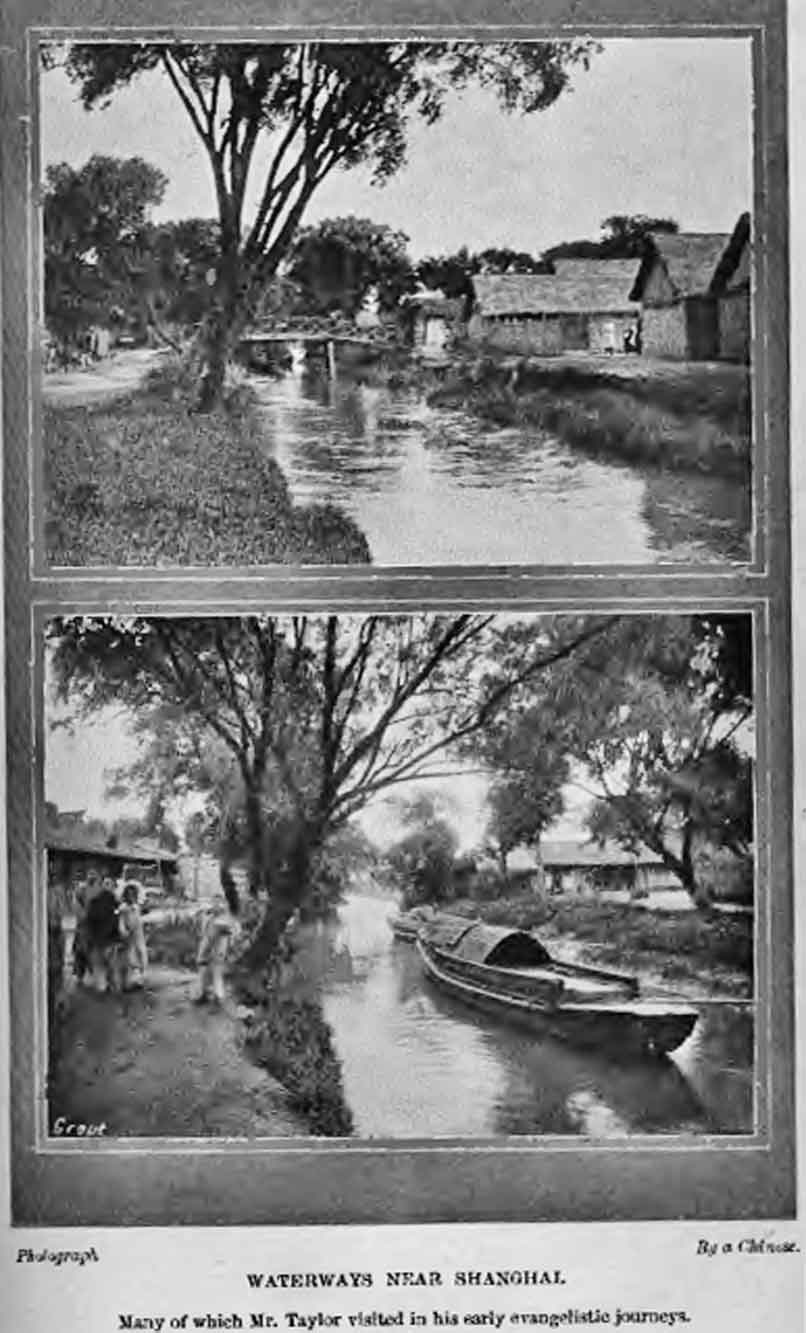
Hudson Taylor voyagea par bateau à travers les canaux et cours d'eau navigables de la Chine en prêchant et distribuant des Bibles.

Taylor quitte l’Angleterre le 19 septembre 1853, avant même qu’il puisse achever ses études médicales. Il arrive à Shanghai en Chine le 1er mars 1854. Son voyage presque désastreux au bord du clipper Dumfries qui passe à l’est de l’île de Buru dure 5 mois. Arrivé en Chine, il est jeté en pleine guerre civile faisant de sa première année une année turbulente.
Dès 1855, Taylor va 18 fois prêcher l’Évangile autour de Shanghai, mais souvent il n'est que mal accueilli par les gens même s’il a avec lui du matériel médical ainsi que toutes les compétences requises pour les soigner. C’est alors qu’il a l’idée d’adopter l’habit et la coiffure chinoise (queue de cheval à l’arrière de la tête avec le front rasé), ce qui l’aide à attirer une audience sans pour autant créer du trouble. Avant cette transformation, les gens l’appelaient le « diable noir » à cause de son pardessus. Il distribue des milliers de tracts avec la bonne nouvelle y étant inscrite ainsi que des extraits de la Bible dans Shanghai et ses alentours. Pendant son séjour dans cette ville, il adopte et prend soin d’un garçon chinois nommé Hanban.
L’évangéliste écossais William Chalmers Burns de la mission presbytérienne anglaise (en) commence son travail à Shantou et Taylor se joint à lui pour quelque temps. Peu après, il apprend que tout son matériel médical entreposé à Shanghai a été détruit dans un incendie. En octobre 1856, voyageant à travers la Chine, il est dépossédé de presque tout ce qu’il a par des voleurs.
Relocalisé à Ningbo en 1857, Taylor reçoit une lettre de soutien de la part de George Müller, ce qui emmene son collègue John Jones et lui-même à démissionner de leur mission problématique. Ils travaillent comme indépendants et plus tard, créent la « Mission de Ningbo ». Quatre hommes chinois se joignent à leur effort : Ni Yongfa, Feng Ninggui, Wang Laijun (en) et Qiu Guogui.
En 1858, Taylor épouse Maria Jane Dyer (en) la fille orpheline du révérend Samuel Dyer (en) de la London Missionary Society qui est un missionnaire pionnier pour les Chinois de Penang, Malaisie. Taylor a rencontré Maria à Ningbo lorsqu’elle travaillait à une école pour jeunes filles dirigée par Mary Ann Aldersey, une des premières femmes missionnaires en Chine.
Les Taylor comme couple marié s’occupent d’un garçon nommé Tianxi pendant qu’ils habitent à Ningbo. Ils ont eux-mêmes un enfant en 1858 qui meurt peu de temps après. Leur premier enfant qui survit, Grace (en), est née en 1859. Peu après sa naissance, les Taylor prennent en charge l’hôpital de Ningbo que dirige auparavant le Dr William Parker. Dans une lettre à sa sœur Amelia datée du 14 février 1860, Hudson Taylor y écrit :
« Cher frère et chère sœur, venez... « Venez nous secourir ». Si je possédais mille livres sterling, la Chine devrait les avoir. Si j'avais mille vies, la Chine pourrait réclamer chacune d'elles. Non, pas la Chine, mais Christ. Pouvons-nous faire trop pour Lui ? Pouvons-nous faire assez pour un tel Sauveur ? » En 1860, en raison de problèmes de santé, Taylor décida de retourner en Angleterre avec sa famille. Ils embarquèrent sur le clipper Jubilée avec leur fille Grace et un jeune homme, Wang Laedjün, de l’église de Bridge Street à Ningbo qui les aidera avec la traduction de la Bible en Angleterre.

### Retour en Angleterre

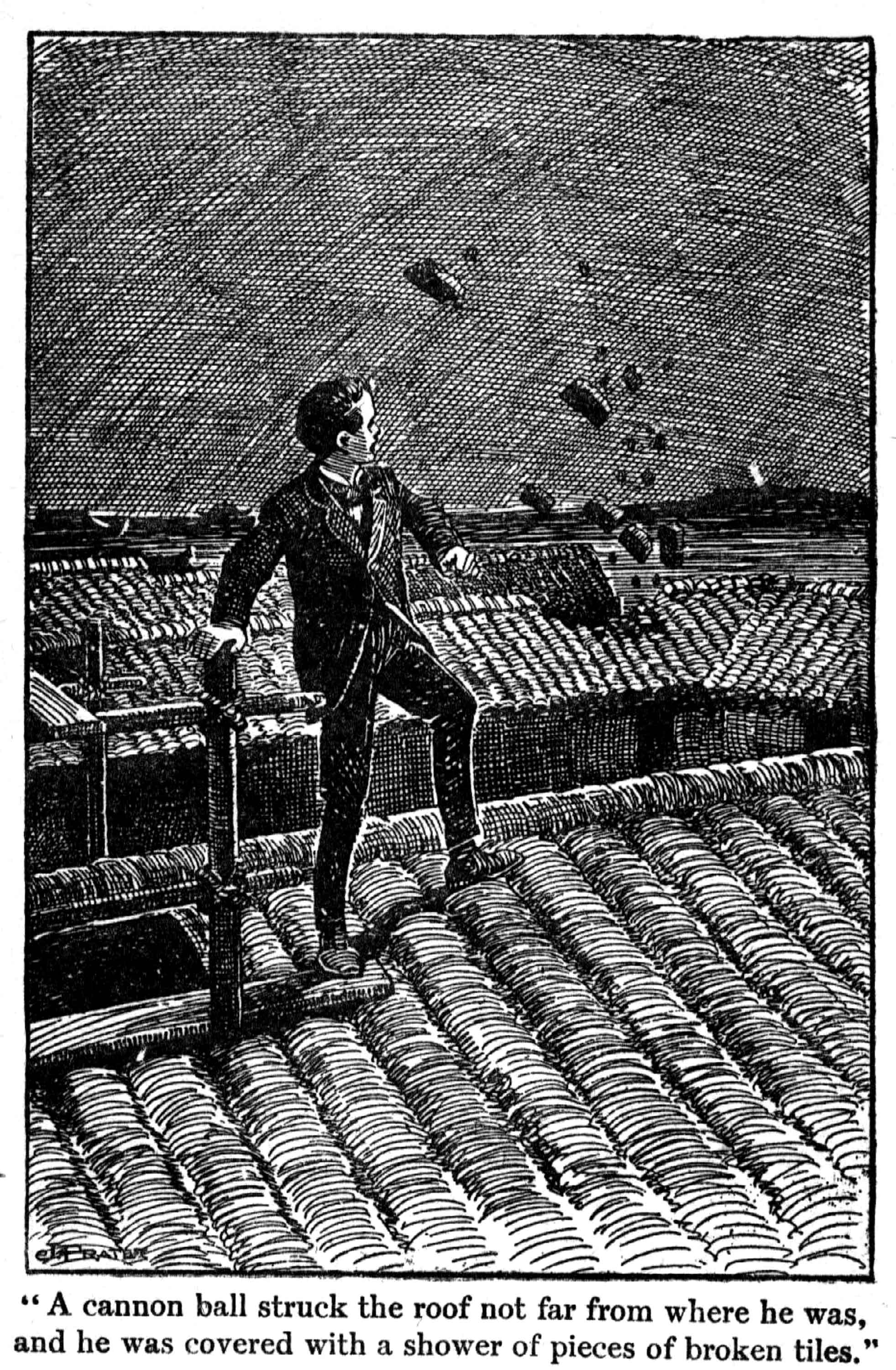
Hudson Taylor fut presque tué à Shanghai pendant la guerre civile.

Taylor utilise son séjour en Angleterre pour continuer son travail de traduction du Nouveau Testament dans le dialecte de Ningbo pour la « Société biblique britannique et étrangère » avec le concours de Frederick Foster Gough (en) de la « Church Mission Society ». En 1861, il rejoint la chapelle de Westbourne Grove. En 1862, il termine ses études (et un cours de sage-femme) au « Royal London Hospital » avec le « Collège Royal de Chirurgie » (Royal College of Surgeons). En 1865 avec l’aide de Maria, il publie un livre intitulé China's Spiritual Need and Claims (Les besoins spirituels et les droits de la Chine). Dans cet ouvrage, Taylor écrit :

« Oh, pour l’éloquence de plaider la cause de la Chine, pour un crayon en feu trempé dans l’encre de la condition des gens. »

Ce livre est d’une grande aide pour leur ministère puisqu’il suscite chez les lecteurs de la sympathie pour la Chine et même que certains d’entre eux s’enrôlèrent pour partir vers cette contrée lointaine. Le premier à s’embarquer est James Joseph Meadows (en) en 1862.
Il voyage beaucoup à travers les îles Britanniques parlant dans les églises des besoins de la Chine. Sa maison se situant dans le quartier East End à Londres, il travaille à la prison de Newgate. C’est à cette période qu’il devient ami avec Charles Haddon Spurgeon qui est pasteur au « Tabernacle métropolitain ». Il fut un supporteur de Hudson Taylor de sa vie durant. Aussi, les Taylors hébergèrent Thomas John Barnardo comme un candidat potentiel entre 1865-1866.
Leur second enfant, Herbert (en), est né à Londres en 1861 suivi de Frederick (en) en 1862, Samuel en 1864 et Jane en 1865 qui malheureusement mourut à la naissance.

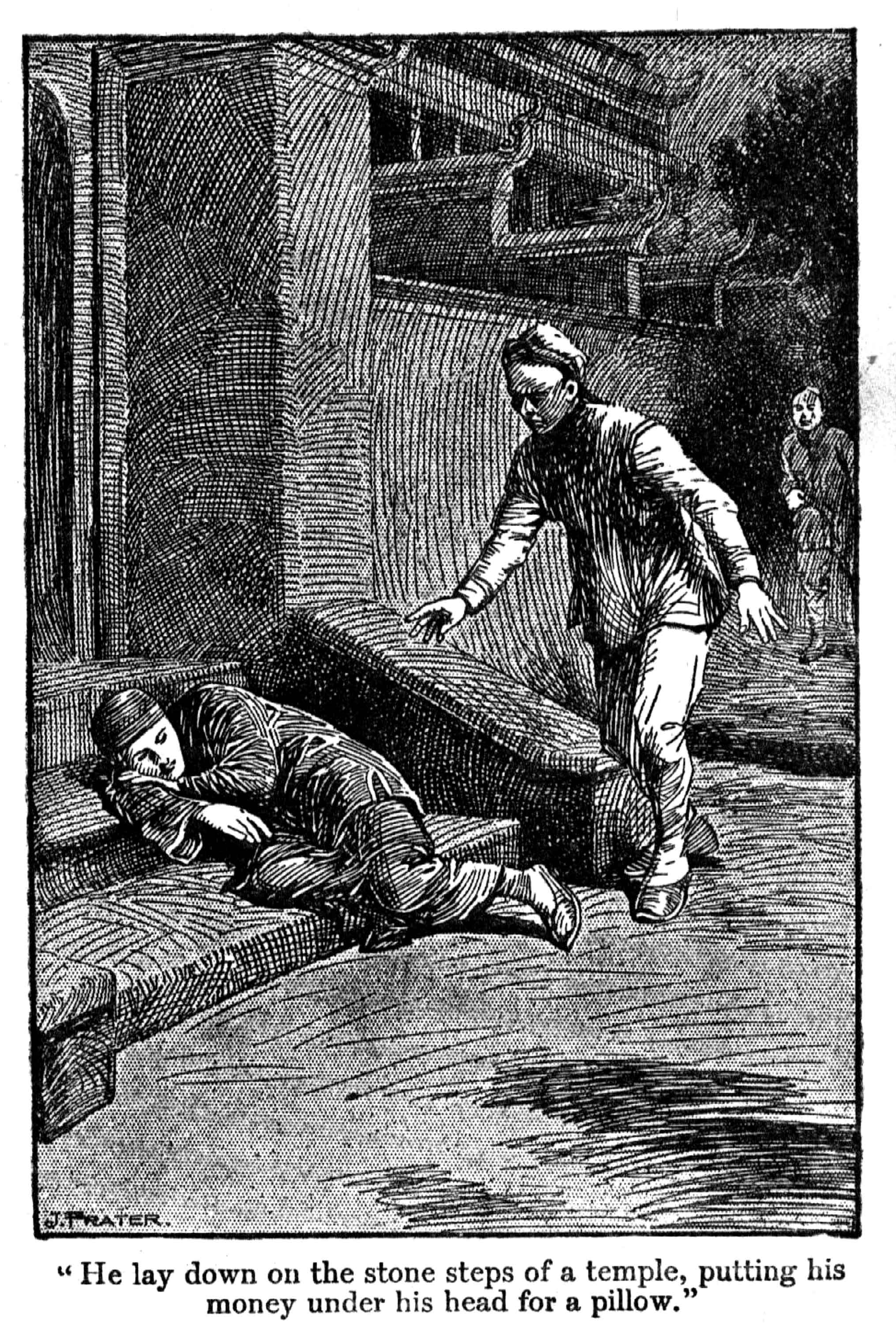
Hudson Taylor seul pendant la nuit est recherché par un voleur.

Le 25 juin 1864 à Brighton, Taylor se dédia entièrement à Dieu pour la fondation d’une nouvelle société qui se chargerait de l’évangélisation des Chinois se trouvant à l’intérieur des terres et n’ayant pas encore entendu l’Évangile. Il fonda la Mission à l’Intérieur de la Chine avec l’aide de William Thomas Berger (en). En moins d’un an, 24 missionnaires furent sélectionnés et 2 000 £ (ce qui équivaut à 130 000 £ en 2007) furent donnés à la Mission. Au début de l’année 1866, Taylor publia la première édition du bulletin de nouvelles de la MIC, Occasional Paper, qui devint plus tard le China’s Millions.
Le résumé qui suit écrit par Taylor est considéré comme les valeurs centrales de la MIC et qui devint plus tard la description typique d’un organisme missionnaire fondé sur la foi ou « mission de foi » :
Objet. La MIC fut formée sous la pression d’un besoin urgent et d’un désir honnête, contraint par l’amour de Christ et de l’espoir de son retour, d’obéir son commandement qui est prêcher l’Évangile à toute créature. Son but est, avec l’aide de Christ, d’amener les Chinois à la connaissance qui sauve de l’amour de Dieu en Jésus par les moyens de travail itinérant ou travail dans une localité fixe à travers la totalité de l’intérieur de la Chine.
Caractère. La mission est évangélique et embrasse tous membres des principales confessions chrétiennes.
Méthodes. Les méthodes quoique inhabituelles et curieuses ont été adoptées pour le fonctionnement de l’organisation récemment fondée. Il a été déterminé que:
1. Les candidats qualifiés pour le travail missionnaire seront acceptés selon la vérité de leur foi concernant les doctrines fondamentales et cela, sans aucune restriction quant à leur confession.
2. Tous les missionnaires devront dépendre de Dieu pour pouvoir à leurs besoins avec une compréhension claire que la Mission ne peut pas leur garantir aucun salaire et qu’elle ne peut pas aussi contracter des dettes. Certains fonds peuvent être envoyés de temps en temps aux membres de la Mission selon ce qui est reçu. (C'est le principe de la mission de foi, qui permet de multiplier le nombre des missionnaires en un temps record.)
Support. La Mission est entièrement supportée par des dons volontaires offerts par le peuple de Dieu. Les besoins sont exprimés à Dieu en prière. Aucune sollicitation ou collecte de fonds n'est autorisée. Les individus ne doivent pas dépenser au-dessus de leurs moyens contractant ainsi des dettes, ce qui est contradictoire avec le principe de mettre son entière  confiance en  Dieu.
En 1865, il fonde la Mission à l'Intérieur de la Chine.
Le 26 mai 1866 après 5 ans de travail en Angleterre, Taylor et sa famille partent de nouveau vers la Chine avec leur nouvelle équipe missionnaire le « Lammermuir Party (en) » à bord du Lammermuir (en). Un voyage de quatre mois était considéré comme court. Dans la Mer de Chine Méridionale et aussi dans l’Océan Pacifique, le bateau faillit faire naufrage faisant face à deux typhons. Ils arrivèrent sain et sauf à Shanghai le 30 septembre 1866.

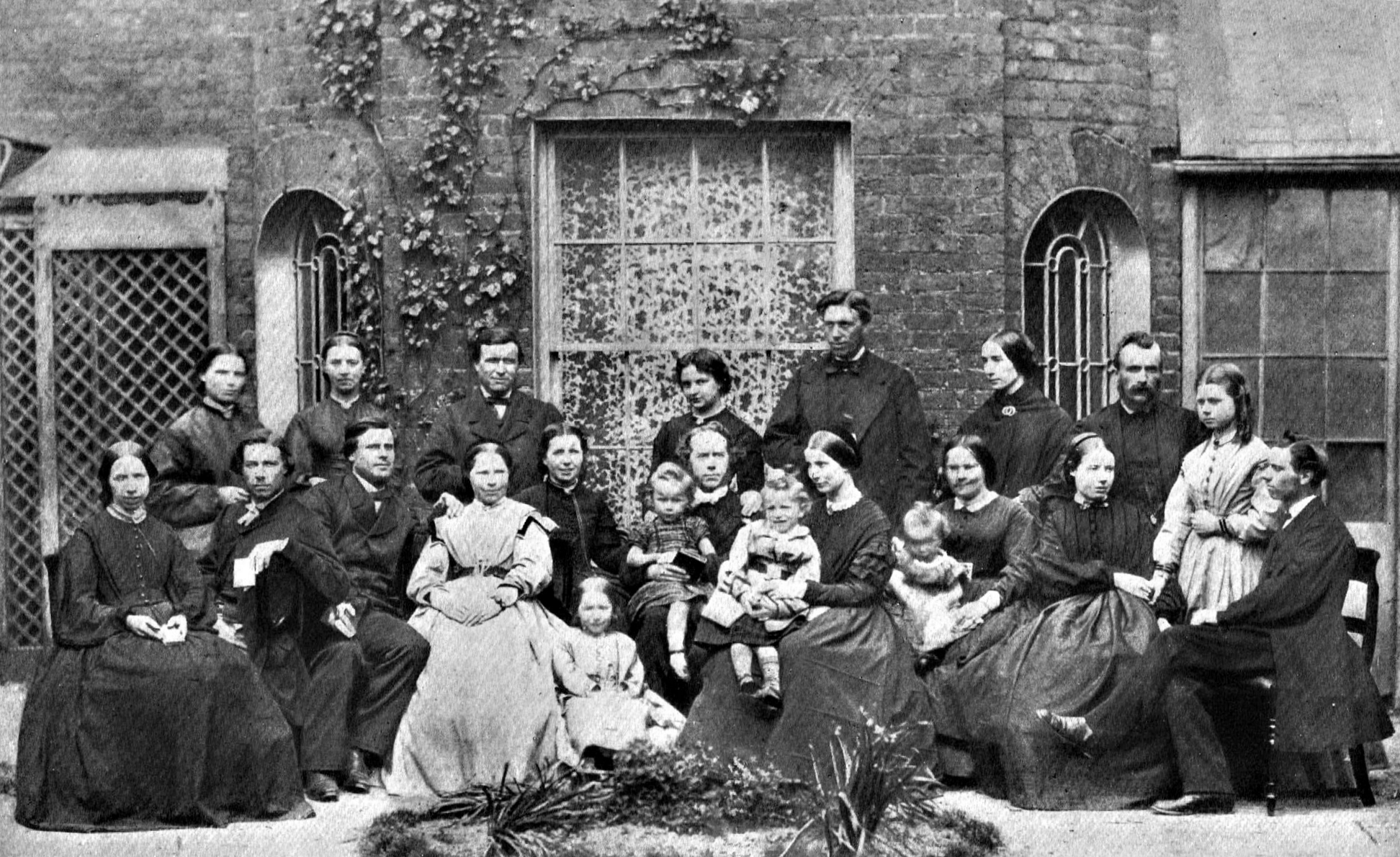
Le Lammermuir Party était formé de 16 missionnaires et des 4 enfants des Taylors.

### Retour en Chine
L’arrivée du plus grand contingent de missionnaires à avoir jamais été envoyé en Chine ainsi que leurs intentions de s’habiller en costumes indigènes fit beaucoup de remous dans le groupe d’étrangers installé à Shanghai et occasionna quelques critiques de leur part envers la jeune MIC. Quand les autres missionnaires essayaient de préserver leur façon de vivre à l’anglaise, le groupe Lammermuir portait des habits chinois, y compris les femmes, ce qui était presque vu comme scandaleux à cette époque. Taylor était convaincu que l’Évangile ne prendrait racine en Chine que si les missionnaires étaient capables d’appuyer la culture des gens avec qui ils essayaient de communiquer. Il avait pour argument l’exemple de Paul : « Devenons comme les Chinois  afin d'en sauver par tous les moyens quelques-uns ».
Ils voyagèrent le long du Grand Canal de Chine pour construire une première station dans la ville de Hangzhou qui était déchirée par la guerre. À ce moment, ils eurent une fille nommée Maria. Taylor commença son travail très prisé de médecin  et prêchait en même temps ce qui lui occasionnait un horaire très chargée. Des centaines de gens vinrent pour l’entendre et pour être soignés.
Des conflits éclatèrent au milieu de l’équipe Lammermuir, ce qui réduisit leur efficacité. Quand Grace, la fille de Taylor, mourut d’une méningite en 1867, ils s’unirent pendant un certain temps et réglèrent leur conflit puisqu’ils avaient pu témoigner de la préoccupation de leur patron pour leur bien-être avant même celui de sa propre fille souffrante.

### Le soulèvement de Yangzhou
En 1868, les Taylors emmenèrent  un groupe de missionnaires à Yangzhou pour commencer un nouveau projet, mais des problèmes survinrent au courant de l’année quand leur mission venant tout juste de commencer fut attaquée, pillée et brûlée pendant le soulèvement de Yangzhou. Malgré la violence et certaines blessures, personne ne fut tué. Malheureusement, l’indignation internationale suscitée par cette attaque sur des citoyens britanniques et par l'intervention de la Royal Navy qui en résulta, conduisit la presse britannique à tenir la MIC pour responsable de cette escalade militaire. Bien qu'Hudson Taylor n’ait jamais demandé l’intervention de l’armée dans cette affaire, certaines voix s'élevèrent au sein du Parlement du Royaume-Uni pour demander le retrait de tous les missionnaires de la Chine. Malgré ces évènements, les Taylors purent revenir un an plus tard à Yangzhou pour continuer leur travail qui porta fruit, cette fois-ci, puisque plusieurs Chinois devinrent chrétiens.
En 1869, Hudson fut influencé par un passage sur la sainteté  provenant du livre Christ Is All (Christ est tout) de Henry Law (en) qui lui fut envoyé par un de ses collègues John McCarthy. « Le Seigneur Jésus est la sainteté qui commence quand il est bienvenu, le Seigneur Jésus est la sainteté qui avance quand il est chéri, le Seigneur Jésus jamais absent serait appelé la sainteté complète. » Cette nouvelle compréhension de comment continuellement demeurer en Christ resta un enseignement important pendant le restant de sa vie. Au moment de cette découverte, un missionnaire qu’il connaissait bien, Charles Henry Judd (en) le cita quand il avait dit: « Oh! M. Judd, Dieu a fait de moi un nouvel homme! »

### Décès de son épouse Maria et développement de la China Inland Mission
En 1868, Maria donna naissance à Charles. En 1870, Taylor et sa femme prirent la décision difficile d’envoyer leurs trois aînés (Bertie, Freddie et Maria, Samuel étant décédé un peu avant, la même année) en Angleterre avec Mademoiselle Emily Blatchley (en). En juillet, Noël naquit, mais il mourut de malnutrition 2 semaines plus tard à cause de l’incapacité de Maria à l’allaiter. Elle aussi mourut quelques jours plus tard, du choléra. Son décès ébranla beaucoup Taylor et en 1871, sa santé se détériora le conduisant à retourner en Angleterre la même année pour se soigner et s'occuper de différentes affaires.
De retour en Angleterre, Taylor se maria avec Jane Elizabeth Faulding (en) qui avait été une collègue missionnaire depuis 1866. Hudson et « Jennie » sont retournés en Chine tard dans l’année 1872 à bord du navire de commerce Tigre. Ils étaient à Nankin lorsque Jennie donna naissance à des jumeaux, un garçon et une fille, en 1873. Deux ans plus tard, les Taylors furent forcés de retourner encore une fois en Angleterre en raison de la mort du secrétaire de la Mission et de la gardienne de leurs enfants Emily Blatchley.

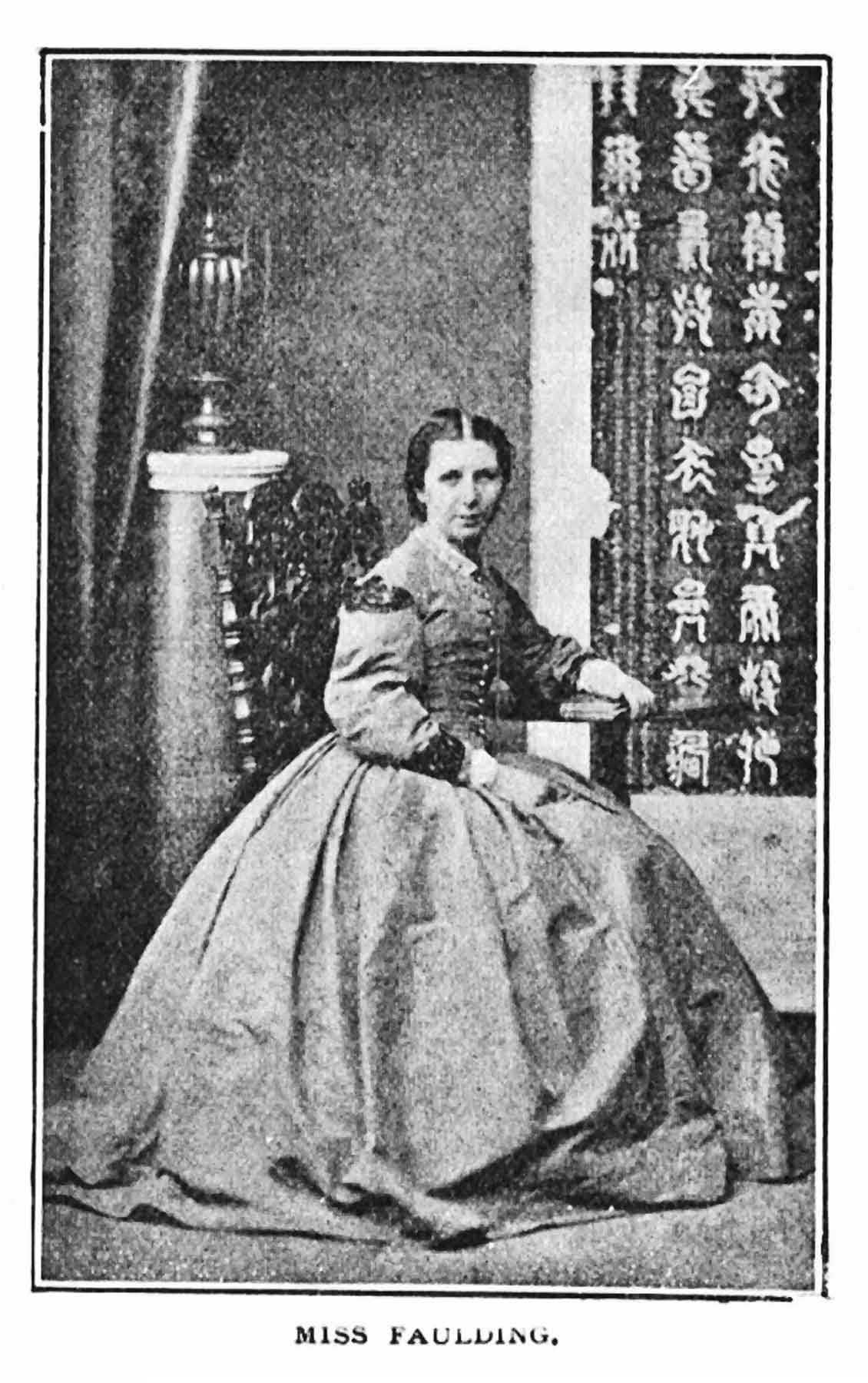
Hudson Taylor a épousé Jennie Faulding en 1871.

Pendant l’hiver 1874-1875, Taylor fut presque paralysé lorsqu’il tomba d’un bateau de rivière en Chine. Malgré ce handicap, Taylor publia, sûr de lui, un appel pour 18 nouveaux missionnaires à joindre la mission. Quand il recouvra des forces, Jennie resta avec les enfants (incluant les nouveaux jumeaux, Ernest et Amy ainsi que l’orpheline d’un de leur collègue missionnaire Georges Duncan) et en 1876, Hudson Taylor retourna en Chine avec les 18 missionnaires qu’il avait demandés. Pendant ce temps, le nouveau secrétaire général fut nommé, Benjamin Broomhall (en), mari d’Amelia la sœur de Taylor.

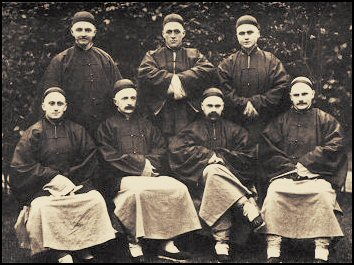
Les Sept de Cambridge en vêtements chinois en 1885.

C’est à cette période que le travail d'évangélisation de Hudson Taylor en Angleterre affecta profondément plusieurs membres de la célèbre famille Studd (en) connus pour leur pratique du cricket. Trois des frères se convertirent et devinrent très impliqués religieusement. L'un d’entre eux, Charles Studd (en), partit pour la Chine avec ses camarades chrétiens de l’université de Cambridge connu comme le groupe des « Sept de Cambridge ».
De 1876 à 1877, Taylor voyagea à travers l’intérieur de la Chine fondant de nouvelles stations missionnaires. Cela fut rendu possible grâce à la signature de la convention de Chefoo, traité entre la Chine et l’Angleterre, le 13 septembre 1876 ouvrant l'intérieur de la Chine à tous et permettant ainsi le travail missionnaire à se faire en toute légalité. En 1878, Jennie retourna en Chine et promut là-bas le travail missionnaire pour les femmes. En 1881, la MIC comptait en son sein 100 missionnaires.
Taylor retourna en Angleterre en 1883 pour recruter davantage de missionnaires et parler des besoins de la Chine. Il revint en Chine travaillant maintenant avec un total de 225 missionnaires ainsi que 59 églises. En 1887, leur nombre augmenta de 102 nouveaux missionnaires avec l’arrivée du groupe des « Cents ». En 1888, Taylor amena 14 missionnaires des États-Unis. Quand il fut là, il parla de la MIC à plusieurs endroits incluant la « Niagara Bible Conference (en) » où il devint ami avec Cyrus Scofield et aussi, prêcha à Chicago dans l’église de Dwight Lyman Moody. Scofield et Moody supportèrent depuis ce jour la division américain de la MIC.
En 1897, Maria, dernière survivante des enfants nés de l’union de Hudson et Maria, mourut à Wenzhou. Elle laissa derrière elle quatre enfants en bas âge ainsi que son mari John Joseph Coulthard. Bien que sa vie ait été courte, plusieurs femmes chinoises s'étaient converties au christianisme grâce à son travail.

### La révolte des Boxers
Les nouvelles de la révolte des Boxers ainsi que l’interruption de tout travail missionnaire en 1900 en raison de celle-ci bouleversa Hudson Taylor même si à long terme cela généra un plus grand intérêt pour les missions et une croissance de la MIC. Malgré le fait que la MIC souffrit plus que tout autre organisme missionnaire (58 travailleurs et 21 enfants furent tués), Taylor refusa tout dédommagement pour les propriétés ou vies perdues, tout cela pour prouver la douceur de Christ. Quoiqu’il fût critiqué par certains, il fut recommandé par le Bureau des Affaires étrangères et du Commonwealth, dont le ministre à Beijing fit un don de 200 £ à la MIC exprimant ainsi son admiration et sympathie. Les Chinois furent touchés par l’attitude de Taylor.

### Ses dernières années

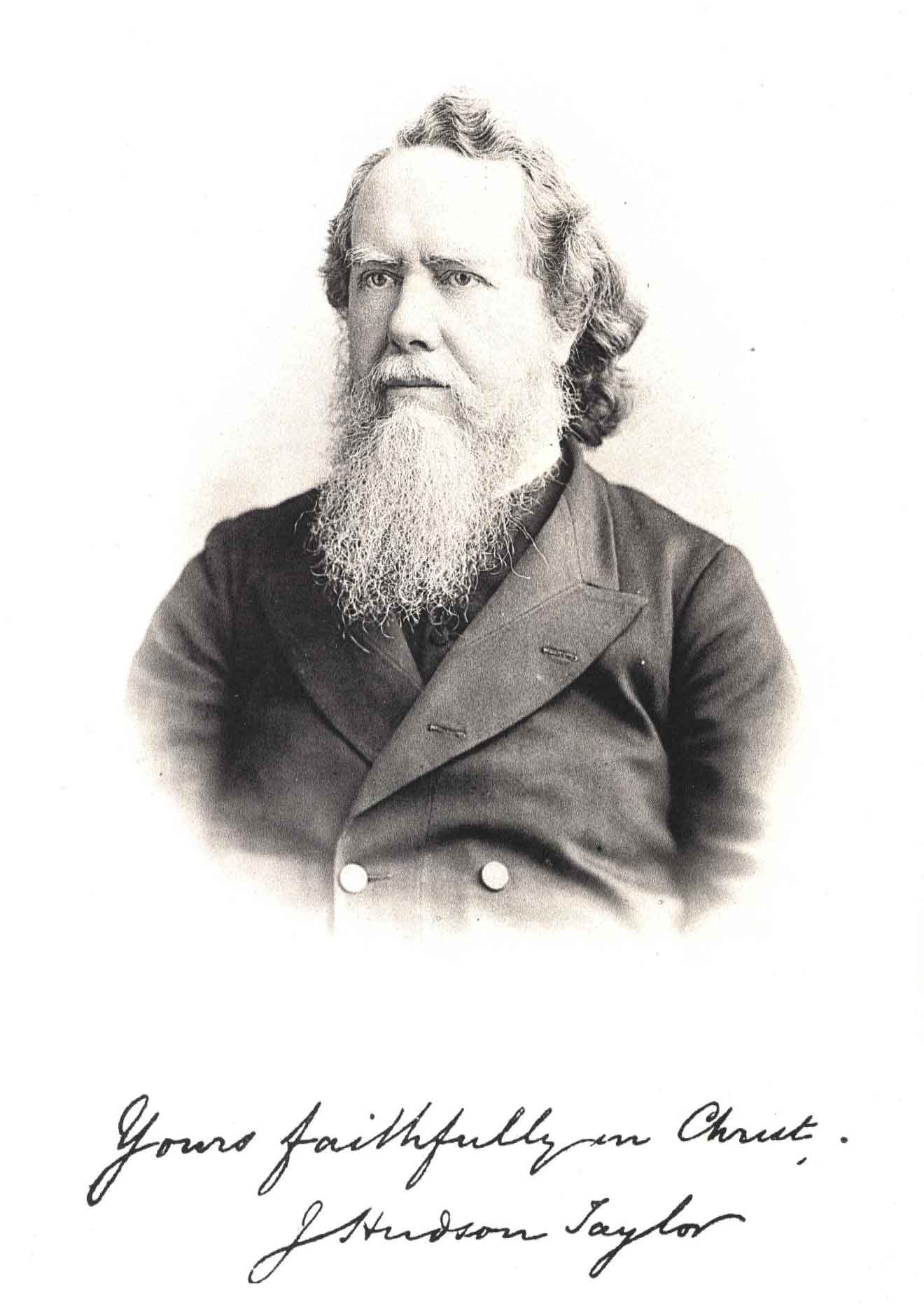
Hudson Taylor en 1893

À cause de certains problèmes de santé, Taylor resta en Suisse en semi-retraite avec sa femme. En 1900, Dixon Edward Hoste (en) fut nommé Directeur Général par intérim de la MIC, et en 1902 Taylor démissionna officiellement. Sa femme, Jennie est décédée d’un cancer en 1904 à Chevalleyres-sur-Vevey (qui fait aujourd'hui partie du territoire de la commune de Blonay dans le canton de Vaud) et fut inhumée au cimetière paroissial protestant de La Chiésaz, près de l'Église réformée de La Chiésaz. Sa pierre tombale est aujourd'hui accrochée au mur du cimetière, à côté de l'entrée sud. En 1905, Taylor retourna en Chine pour la onzième et dernière fois. Là-bas, il visita Yangzhou, Zhenjiang et d’autres villes avant de mourir subitement alors qu’il lisait à la maison à Changsha. Il fut enterré à côté de sa première femme, Maria, à Zenjiang, près du fleuve Yangzi Jiang.

## Postérité

### Sépulture
Le petit cimetière protestant à Zhenjiang fut détruit pendant la Révolution culturelle par les Gardes rouges, pendant la campagne de "destruction des quatre vieilleries". Aujourd’hui, le cimetière a disparu laissant place à des bâtiments industriels. Par contre, la pierre tombale a été conservée dans un musée local pendant de longues années. Son arrière-petit-fils, James H. Taylor III, trouva celle-ci et avec l’aide d’une église chinoise de la région réussit à ériger de nouveau la pierre tombale dans leur bâtisse en 1999.
On peut lire sur la pierre tombale : 

« Consacrée
 
à la mémoire

du révérend

J. Hudson Taylor,

le révéré fondateur

de La Mission à l’Intérieur de la Chine.

Né le 21 mai 1832,

Décédé le 3 juin 1905

"Un homme en Christ" 2 Cor. XII:2

Ce monument est érigé 

par les missionnaires de la Mission à l’Intérieur de la Chine,

comme une marque sincère de leur affection et amour. »

En 2013, la restructuration de la terre et la démolition des anciens bâtiments industriels, a révélé que les tombeaux des Taylors étaient encore intacts. Le 28 août les tombes ont été creusées avec le sol environnant et déplacé dans une église locale pour y être réenterrés dans un jardin du souvenir.

### Descendance
James Hudson Taylor a eu 9 enfants de son premier mariage dont 4 seulement ont atteint l'âge adulte et 6 du second dont deux ont atteint l'âge adulte, à quoi s'est ajouté un enfant adoptif. Son troisième fils Herbert (1861-1950) a eu aussi 9 enfants, dont James Hudson Taylor III ci-dessous, et sa fille Maria (1867-1897), son 7e enfant a eu 4 enfants de son mariage avec John Joseph Coulthard.
Des descendants de James Hudson Taylor servent comme missionnaire à temps plein en ce XXIe siècle dans des communautés chinoises d’Asie de l’Est. Son petit-fils James Hudson Taylor III (1929-2009) travaillait à Hong Kong. Son fils, James H. Taylor IV, est marié à Yue-Min Ko (le premier membre de la famille Taylor à être Chinois) et travaille dans un ministère chinois. Le fils de ce dernier, James H. Taylor V, poursuit des études à l’académie chrétienne Morrison à Taichung, Taïwan.

### Importance historique
Le commencement des missions fondées sur la foi, qui consiste à envoyer des missionnaires sans salaire fixe laissant Dieu par les prières reçues pourvoir à leurs besoins à travers des supporteurs, a eu un grand impact sur les églises évangéliques jusqu’à ce jour. Après sa mort, la MIC fut renommée pour être la plus grande agence missionnaire protestante au monde et la plus importante mission protestante en Chine. Les biographies sur Hudson Taylor inspirèrent plusieurs générations de missionnaires dont Amy Carmichael qui servit en Inde, Eric Liddell médaillé d’or aux Jeux Olympiques de Paris en 1924, Jim Elliot martyr du XXe siècle, Audrey Wetherell Johnson fondatrice du « Bible Study Fellowship (en) » ainsi que les deux évangélistes Billy Graham et Luis Palau (en).

« Hudson Taylor est un des plus grands missionnaires de tous les temps et un des quatre ou cinq étrangers les plus influents,  toutes catégories confondues, que la Chine du XIXe siècle a connu. »

— Kenneth Scott Latourette (en)

« Plus que tout autre être humain, James Hudson Taylor fut la plus grande des contributions à la cause de la mission mondiale du XIXe siècle. »

— Ralph D. Winter (en)

« ll était ambitieux sans être orgueilleux. Il était biblique sans être fanatique. Il avait un large esprit sans être superficiel. Il avait du charisme sans être égoïste. »

— Arthur F. Glasser (en)
« Aucun autre missionnaire depuis l’apôtre Paul n’a eu une aussi grande vision et un plan aussi structuré pour évangéliser une aussi vaste région géographique que Hudson Taylor. »

## Croyances
Taylor est né au sein d'une famille méthodiste, mais avait des liens étroits avec les Assemblées de Frères. Il 
a également été membre de l’Église de Westbourne Grove à Londres, dont le pasteur était William Garrett Lewis .

## Culture populaire
- « White Devil : The life and legend of Hudson Taylor » est un manga sorti en 2006 en hommage au fondateur de la MIC.
- Il existe un film sur la vie missionnaire de Hudson Taylor, produit par Ken Anderson films[19].

## Publications
- Ah-lah kyiu-cü Yiæ-su Kyi-toh-go Sing Iah Shü : peng-veng fæn Nying-po t'u-wô. Feng p'in-tang-p'in: Yih-pin cü siang-te-go tsih-tsông. (Nouveau Testament dans le dialecte de Ningbo. Première partie) (1865)
- China's Spiritual Need and Claims (Les besoins spirituels et les droits de la Chine) (1865)[12]
- China & the Chinese an address to the Young (1865)
- China's Millions[20]
- Union & Communion (1893)
- A Retrospect (1894)
- After Thirty Years (1895)
- Separation and Service (1898)
- A Ribband of Blue And Other Bible Studies (1899)

Plusieurs de ses manuscrits et lettres sont archivés à l’école « School of Oriental and African Studies » à Londres.